# Antonín Hron
Antonín Hron (17. září 1891, Prachatice – 12. dubna 1945, KT Flossenbürg, Německo) prošel několika bojišti první světové války. Mezi světovými válkami byl prvorepublikovým důstojníkem československé armády. Na sklonku své vojenské kariéry dosáhl hodnosti plukovníka generálního štábu. V letech 1937 až 1939 zastával funkci československého vojenského atašé v Berlíně. Po nastolení Protektorátu Čechy a Morava se zapojil do ilegální činnosti v Obraně národa (ON). Jako příslušník domácího protinacistického odboje spolupracoval s divizním generálem Ing. Aloisem Eliášem a s Ústředním vedením Obrany národa). Byl zatčen gestapem (stejně jako Václav Kropáček a Josef Pták) dne 14. prosince 1939. Na rozdíl od Václava Kropáčka, který byl odsouzen k trestu smrti, byl Antonín Hron odsouzen (27. října 1943) spolu s Josefem Ptákem u drážďanského soudu pouze k pěti letům káznice a ke ztrátě čestných práv občanských na dalších pět let. Antonín Hron zemřel 12. dubna 1945 v KT Flossenbürg na následky všeobecné vyčerpanosti po věznění a v důsledku prodělaných útrap na týdenním pochodu smrti. Po druhé světové válce byl (in memoriam) povýšen do hodnosti brigádního generála.

## Životopis

### Rodina a studia
Antonín Hron se narodil 17. září 1891 v Prachaticích jako syn státního úředníka Jana Hrona a jeho manželky Marie Hronové (rozené Liškové). Po skončení pražské české reálné školy (1904 až 1908) v Ječné ulici nastoupil ke studiu (na podzim roku 1908) do pražské kadetní školy. Po skončení této školy byl 18. srpna 1912 odveden do rakousko–uherské armády. V hodnosti podporučíka pěchoty byl kmenově zařazen k c. k. pěšímu pluku číslo 8 v Brně. Až do října roku 1918 sloužil u tohoto útvaru (v jeho brněnské posádce, u detašovaného III. praporu v Trebinji, ale i na nejrůznějších bojištích první světové války).

### První světová válka
V období od 1. srpna 1914 až do 18. prosince 1914 byl zařazen na funkci velitele čety, později jako velitel kulometného oddílu v poli (srbská fronta). Na srbské frontě vážně onemocněl, strávil tři měsíce v nemocnici a poté byl dočasně převelen do Sibině. V Sibini velel náhradní rotě pluku. Od 18. května 1915 až do 6. září 1915 zastával funkci velitele roty u III. praporu pluku na italské frontě.  Při bitvě na planině Doberdo byl (dne 6. září 1915) Antonín Hron (poprvé) raněn a až do 29. prosince 1915 byl hospitalizován v nemocnici. Po propuštění z nemocnice se opět stal velitelem sibiňské náhradní roty. V období od 2. června 1916 do 23. září 1916 byl ve funkci velitele roty a později ve funkci praporního pobočníka nejprve na italském bojišti a později na rumunském bojišti. V bitvě na Cornul Sanoga byl 23. září 1916 Antonín Hron opět (podruhé) raněn, převezen do nemocnice (24. září 1916), kde se léčil až do konce roku 1916 (28. prosince 1916). Půl roku strávil u náhradního tělesa v Sibini, odkud byl (18. června 1917) převelen na italskou frontu. Tady bojoval nejprve jako velitel roty u III./8. praporu a poté (od 15. března 1918 do 15. června 1918) u c. k. pěšího pluku číslo 108. Dne 15. června 1918 byl Antonín Hron potřetí raněn (v boji na Monte Grappa). Následovaly tři měsíce léčby v nemocnici a dne 11. září 1918 se Antonín Hron stal opět velitelem náhradní roty pluku v Sibini. Na začátku října 1918 se v Praze Antonín Hron přihlásil (u redaktora Františka Síse) do vojenské Maffie (a složil předepsanou přísahu). Několik dní (6. listopadu 1918) před skončením první světové války (11. listopadu 1918) přešel Antonín Hron s náhradní rotou bývalého c. k. pěšího pluku číslo 8 do Brna (ohlásil příchod u zdejšího posádkového velitelství) a pokračoval v činné službě v československé armádě.

### Mezi dvěma válkami
V období od 29. prosince 1918 do 13. února 1920 konal Antonín Hron službu u kombinovaného pěšího pluku IV. Ve funkci plukovního pobočníka se s tímto plukem zúčastnil bojů s Poláky na Těšínsku jakož i tažení proti maďarským bolševikům na Slovensku. Frekventantem II. kurzu školy generálního štábu v Praze byl od 14. února 1920 do 5. září 1920.  Po skončení tohoto kurzu jej zařadili k MNO – hlavnímu štábu v Praze. Tady zastával funkci konceptního důstojníka mobilizační skupiny 1. oddělení. V mezidobí absolvoval zkušené u jezdeckého pluku 3 v Nových Zámcích (od 1. dubna 1921 do 30. dubna 1921) a u hrubého dělostřeleckého pluku 125 v Banské Bystrici (od 1. května 1921 do 31. července 1921). Posluchačem II. ročníku Vysoké školy válečné v Praze byl Antonín Hron v období od 16. listopadu 1921 do 10. září 1922. Po úspěšném dokončení studia byl od 20. září 1922 přeložen do skupiny důstojníků generálního štábu a současně v téže době nastoupil službu u velitelství 9. divize v Trnavě. V Trnavě působil až do 14. února 1924 na pozici přednosty 1. oddělení. V období od 15. února 1924 do 30. září 1924 vykonával funkci přednosty 1. a 4. oddělení u velitelství 1. horské brigády v Rožmberku. Odtud byl 1. října 1924 převelen (jako přednosta 3. oddělení) na velitelství 9. divize do Trnavy. Od 1. února 1926 byl přidělen k MNO – hlavnímu štábu v Praze jako referent 4. oddělení.  Jako profesor na pražské Válečné škole přednášel Antonín Hron předmět „služba generálního štábu“ od 15. září 1929 do 15. září 1933.  Velitelem praporu u pěšího pluku 33 ve Falknově nad Ohří byl Antonín Hron od 16. září 1933 až do 29. září 1934. Od 30. září 1934 byl náčelníkem štábu 3. divize v Litoměřicích. Tuto funkci vykonával až do 31. srpna 1937, kdy Antonín Hron nastoupil na měsíc trvající stáž u 2. oddělení hlavního štábu v Praze.   Funkci vojenského atašé ČSR v Berlíně (v Německu) (s akreditací pro Dánsko a Nizozemí) vykonával Antonín Hron od 1. října 1937 do poloviny roku 1939 (30. června 1939), kdy byl z této funkce odvolán.

### V protektorátu

#### V Obraně národa
Po 15. březnu 1939 a vyhlášení Protektorátu Čechy a Morava  byla v letních měsících roku 1939 československá branná moc rozpuštěna. Antonín Hron (v hodnosti bývalého plukovníka generálního štábu) byl dnem 1. srpna 1939 převeden do odboru Předsednictva ministerské rady v Praze, kde zastával funkci vrchního sekčního rady.  V součinnosti s generály Josefem Bílým a Bedřichem Neumannem se Antonín Hron aktivně zapojil do budování protinacistické vojenské ilegální organizace Obrana národa (ON). V Praze navázal kontakty s vysokými představiteli ON a to nejen s výše jmenovaným armádním generálem Josefem Bílým, ale především s divizním generálem Ing. Aloisem Eliášem a s podplukovníkem generálního štábu Václavem Kropáčkem. Zapojení Antonína Hrona do struktur ON bylo problematické (Němci jej znali z doby, kdy vykonával v Berlíně funkci československého vojenského atašé, viz výše). A tak byl pověřen zajišťováním intervencí (ve prospěch zatčených a jejich rodinných příslušníků) u protektorátní vlády.

#### Zatčení gestapem, věznení, soud
Antonín Hron byl zatčen gestapem 14. prosince 1939 v Praze.  Byl vězněn v pražské pankrácké věznici, pak v Terezíně, Budyšíně (Bautzen), Berlíně a Drážďanech. Vzhledem k tomu, že se vyšetřovatelům nedařilo proti němu shromáždit důkazy, dostal se Antonín Hron před soud až na podzim roku 1943. Před senátem Volksgerichtu byl Antonín Hron dne 27. října 1943 odsouzen k pěti letům káznice a ke ztrátě čestných práv občanských na dalších pět let. Společně s ním byli obžalování i plukovník generálního štábu Josef Pták (ten byl odsouzen v týž den k identickému trestu) a podplukovník generálního štábu Václav Kropáček (ten byl odsouzen ve stejný den za velezradu a zemězradu k trestu smrti).

#### Věznění, pochod smrti, ...
Téměř čtyři roky strávené ve vazbě se Antonínu Hronovi započítaly do pětiletého trestu, takže si jeho zbytek odpykal v káznici v Ebrachu. Po vypršení trestu nebyl propuštěn na svobodu, ale byl převezen do trestního tábora Langenzen u Norimberka. Před postupem spojeneckých armád byl tento tábor dne 5. dubna 1945 vyklizen. Plukovník Antonín Hron byl začleněn do buchenwaldského transportu, ve kterém prodělal pochod smrti do koncentračního tábora ve Flossenbürgu. Zde dne 12. dubna 1945 podle oficiální zprávy zemřel (spolu s plukovníkem generálního štábu Josefem Ptákem). Jako příčina smrti Antonína Hrona je uváděna všeobecná vyčerpanost následkem věznění a útrap týdenního pochodu smrti. Prakticky ihned byla jejich těla zpopelněna v táborovém krematoriu. Jiná verze příčiny úmrtí uvádí, že si na hrdinech odboje vybili svou zlost příslušníci SS a oba dva byli zastřeleni.

Spolupracovníci Antonína Hrona v odboji
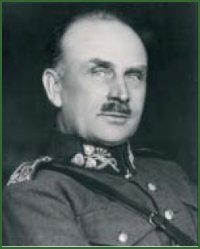
generál Josef Bílý
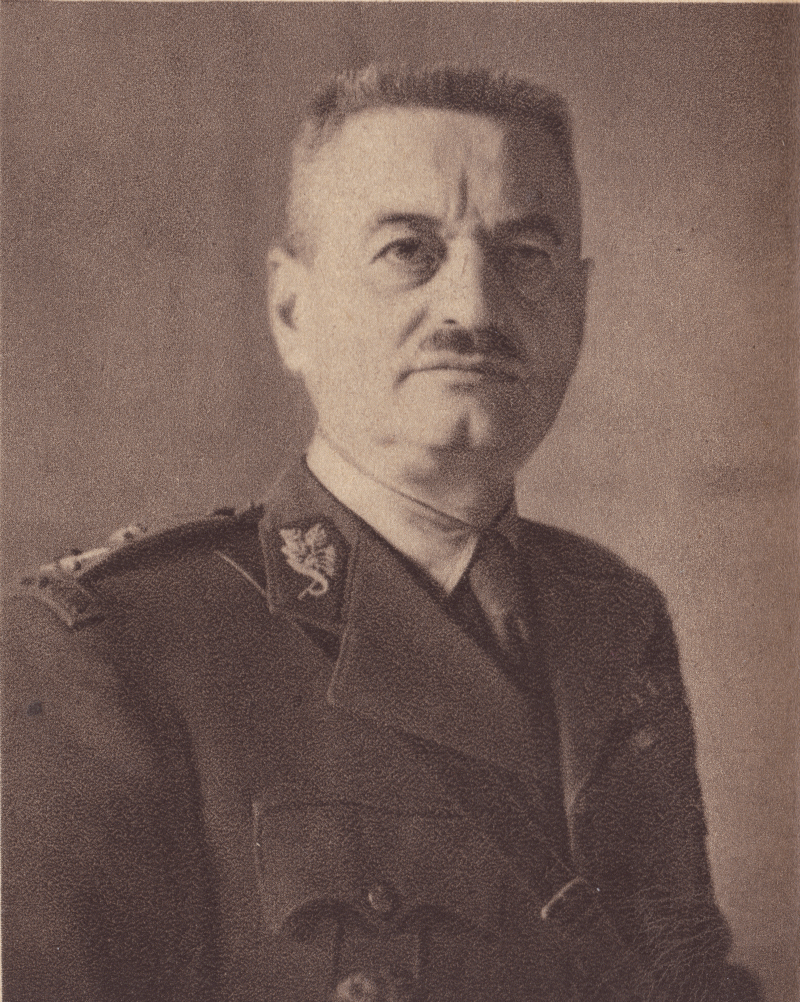
generál Bedřich Neumann
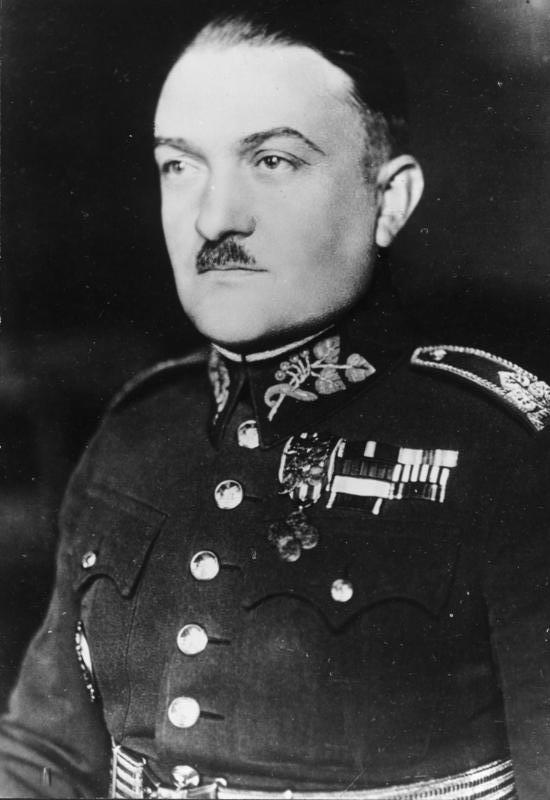
generál Alois Eliáš
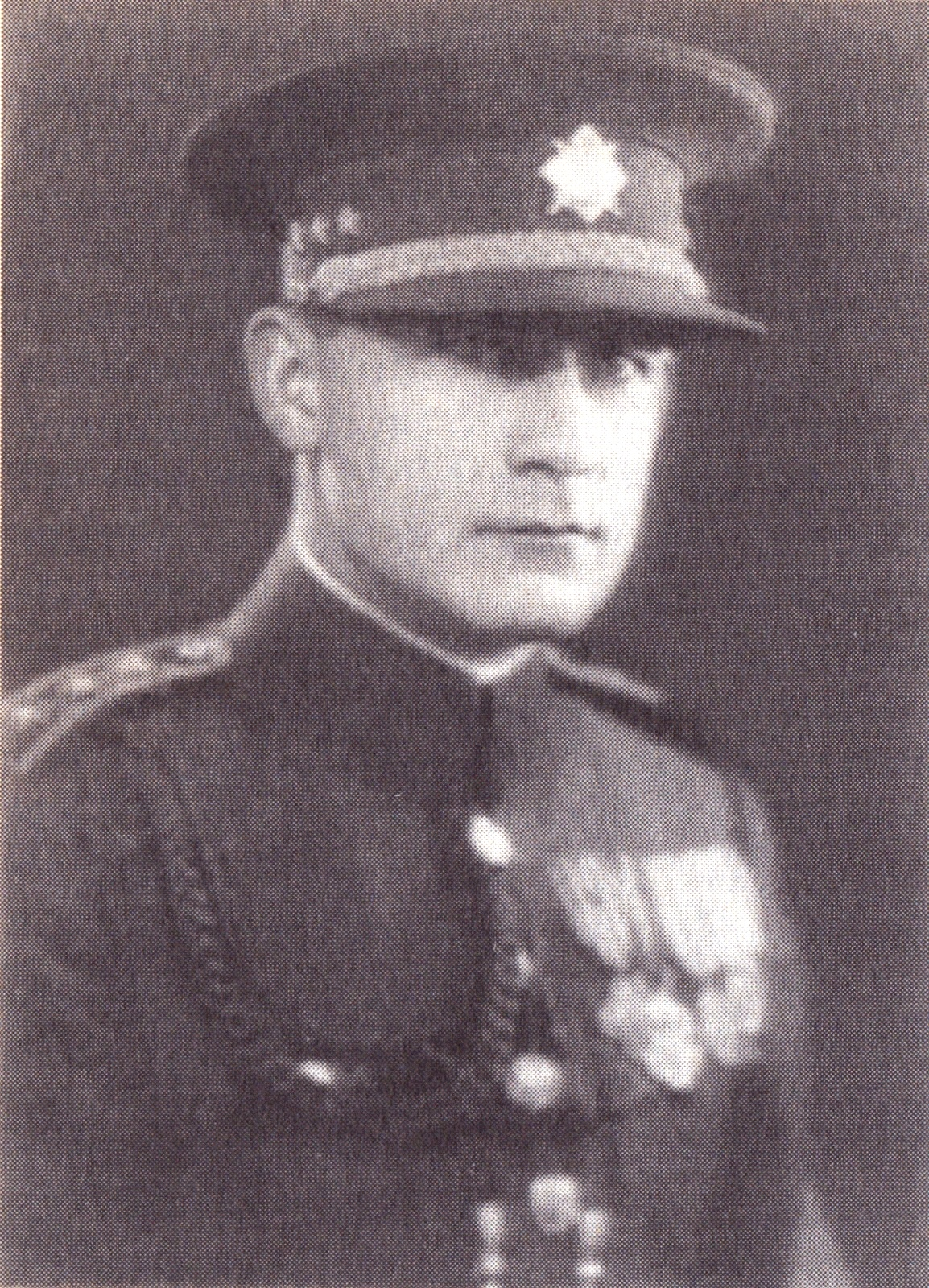
plukovník gšt. Josef Pták
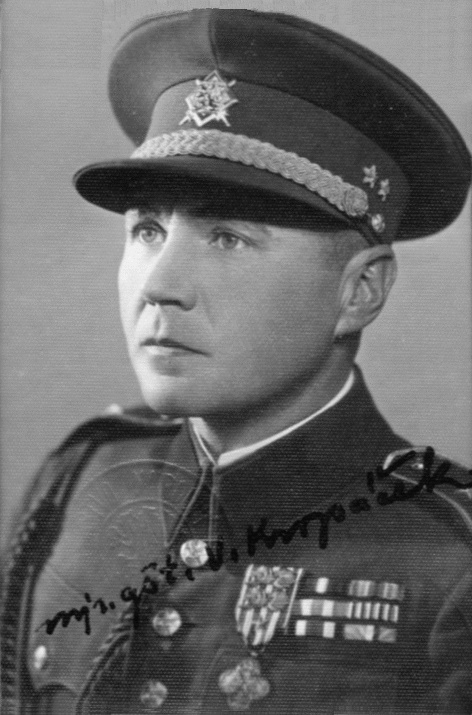
podplukovník gšt. Václav Kropáček

## Pamětní místo

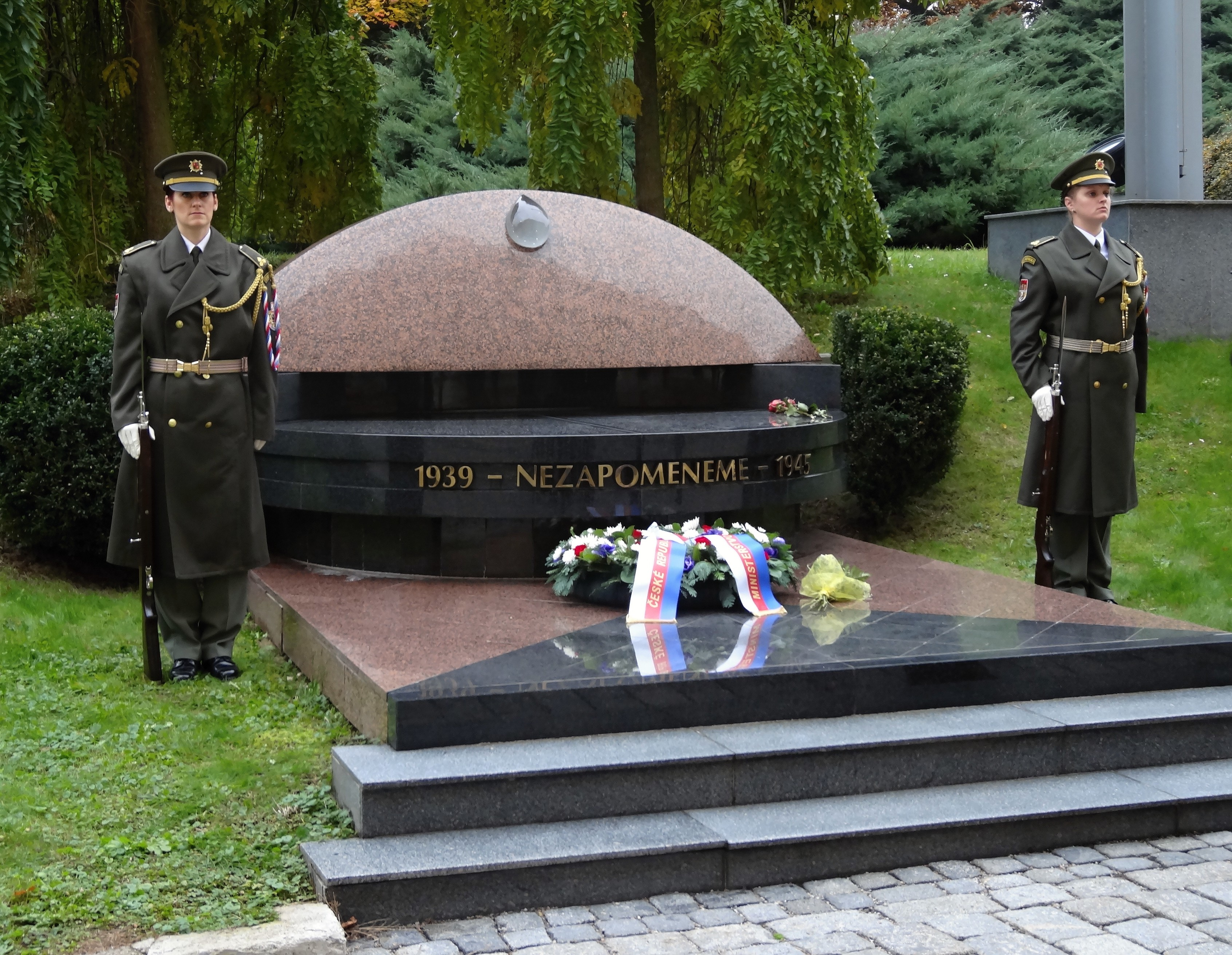
Pomník důstojníků GŠ (obětí z let 1939–1945)

Pomník důstojníků Generálního štábu, obětí z let 1939–1945 v Praze 6, Tychonova 270/2, v objektu Ministerstva obrany ČR

## Vyznamenání a povýšení
- Československý válečný kříž 1914–1918;[1]
- Československá revoluční medaile;[1]
- Řád jugoslávské koruny, III. třída (Orden Jugoslovenske krune III. reda);[1]

Posmrtně byl plukovník generálního štábu Antonín Hron vyznamenán Československým válečným křížem 1939 a v roce 1947 povýšen prezidentem republiky do hodnosti brigádního generála.
- Československý válečný kříž 1939